# Gretna, Louisiana
Gretna är administrativ huvudort i Jefferson Parish i Louisiana. Orten har fått sitt namn efter Gretna Green i Skottland. Gretna utsågs till parishhuvudort år 1884. Vid 2010 års folkräkning hade Gretna 17 736 invånare.